# Karl Abelmann
Karl Heinrich Abelmann (* 9. Dezember 1877 in Vehlen; † 6. Januar 1928 ebenda) war ein deutscher Politiker (SPD).

## Leben
Karl Abelmann wurde als Sohn eines Bergmanns geboren. Nach dem Besuch der Volksschule verdiente er seinen Unterhalt zunächst als Hausbursche, absolvierte dann eine Lehre als Korbmacher in Bückeburg und arbeitete von 1896 bis 1912 sowie erneut ab Oktober 1914 als Bergarbeiter in Vehlener Steinkohlenbergbau. Von 1906 bis 1912 war er Vertrauensmann des dortigen Bergarbeiterverbandes.
Im Zuge der Novemberrevolution wurde Abelmann Mitglied des Arbeiter- und Soldatenrates in Bückeburg. Von November 1918 bis Januar 1919 war er Mitglied der Landesversammlung Schaumburg-Lippe und von 1919 bis 1928 Abgeordneter des Landtages des Freistaates Schaumburg-Lippe. 1919 amtierte er als Vizepräsident des Landtages.
Karl Abelmann war seit 1902 verheiratet. 1928 verunglückte er tödlich.